# Reece Burke
Reece Burke, né le 2 septembre 1996 à Newham, est un footballeur anglais qui évolue au poste de défenseur au Charlton Athletic.

## Biographie

### En club
Formé à West Ham United, Reece Burke fait sa première apparition au niveau professionnel à l'occasion d'un match de Coupe d'Angleterre face à Nottingham Forest le 5 janvier 2014. La saison suivante, Burke participe à cinq matchs de Premier League. En juillet 2015, il dispute trois matchs de Ligue Europa avant d'être envoyé en prêt pour un mois à Bradford City, qui évolue en D3 anglaise. Ce prêt est plusieurs fois prolongé et le jeune défenseur anglais y passe finalement toute la saison. Il inscrit deux buts en trente-six matchs toutes compétitions confondues et est élu meilleur joueur du club de la saison.
De retour à West Ham lors de l'été 2016, Burke signe un nouveau contrat de quatre ans avec les Hammers et joue deux matchs de Ligue Europa en août avant d'être cédé pour une saison à Wigan Athletic. Le 10 septembre 2016, il prend part à son premier match sous le maillot des Latics contre Sheffield Wednesday en Championship (défaite 2-1). Le 28 novembre suivant, il inscrit son unique but avec Wigan à l'occasion d'une rencontre de championnat face à Huddersfield Town (victoire 1-2). Il totalise dix matchs de championnat au cours de la saison 2016-2017 avant de réintégrer l'effectif de West Ham.
Le 1er août 2017, Reece Burke est de nouveau prêté, cette fois aux Bolton Wanderers pour une durée de cinq mois. Il inscrit un but en quinze matchs et retourne dans son club formateur.
Le 16 janvier 2018, il inscrit son premier but avec West Ham à l'occasion d'un match comptant pour la Coupe d'Angleterre face à Shrewsbury Town (victoire 1-0 après prolongation).
Il prend part à trois matchs, dont deux en Coupe d'Angleterre, avant de retourner en prêt à Bolton le 31 janvier 2018. Il joue onze matchs avec les Wanderers.
Le 10 juillet 2018, Burke s'engage pour trois saisons avec Hull City.

## Statistiques
| Saison                | Club                    | Championnat           | Championnat | Championnat | Coupe(s) nationale(s) | Coupe(s) nationale(s) | Compétition(s) continentale(s) | Compétition(s) continentale(s) | Compétition(s) continentale(s) | Total | Total |
| Saison                | Club                    | Division              | M.          | B.          | M.                    | B.                    | Comp.                          | M.                             | B.                             | M.    | B.    |
| 2013-2014             | West Ham United         | Premier League        | -           | -           | 1                     | 0                     | -                              | -                              | -                              | 1     | 0     |
| 2014-2015             | West Ham United         | Premier League        | 5           | 0           | 1                     | 0                     | -                              | -                              | -                              | 6     | 0     |
| 2015-2016             | West Ham United         | Premier League        | -           | -           | -                     | -                     | C3                             | 3                              | 0                              | 3     | 0     |
| 2016-2017             | West Ham United         | Premier League        | -           | -           | -                     | -                     | C3                             | 2                              | 0                              | 2     | 0     |
| 2017-2018             | West Ham United         | Premier League        | -           | -           | 3                     | 1                     | -                              | -                              | -                              | 3     | 1     |
| Sous-total            | Sous-total              | Sous-total            | 5           | 0           | 5                     | 1                     | -                              | 5                              | 0                              | 15    | 1     |
| 2015-2016             | Bradford City (prêt)    | League One            | 34          | 2           | 2                     | 0                     | -                              | -                              | -                              | 36    | 2     |
| 2016-2017             | Wigan Athletic (prêt)   | Championship          | 10          | 1           | -                     | -                     | -                              | -                              | -                              | 10    | 1     |
| 2017-2018             | Bolton Wanderers (prêt) | Championship          | 14          | 1           | 1                     | 0                     | -                              | -                              | -                              | 15    | 1     |
| 2017-2018             | Bolton Wanderers (prêt) | Championship          | 11          | 0           | -                     | -                     | -                              | -                              | -                              | 11    | 0     |
| Sous-total            | Sous-total              | Sous-total            | 69          | 4           | 3                     | 0                     | -                              | -                              | -                              | 72    | 4     |
| 2018-2019             | Hull City               | Championship          | 34          | 0           | 1                     | 0                     | -                              | -                              | -                              | 35    | 0     |
| 2019-2020             | Hull City               | Championship          | 36          | 0           | 2                     | 0                     | -                              | -                              | -                              | 38    | 0     |
| 2020-2021             | Hull City               | League One            | 3           | 0           | 1                     | 0                     | -                              | -                              | -                              | 4     | 0     |
| Sous-total            | Sous-total              | Sous-total            | 73          | 0           | 4                     | 0                     | -                              | -                              | -                              | 77    | 0     |
| 2021-2022             | Luton Town              | Championship          | 29          | 1           | 3                     | 2                     | -                              | -                              | -                              | 32    | 3     |
| 2022-2023             | Luton Town              | Championship          | 22          | 2           | 3                     | 0                     | -                              | -                              | -                              | 25    | 2     |
| 2023-2024             | Luton Town              | Premier League        | 11          | 0           | 3                     | 0                     | -                              | -                              | -                              | 14    | 0     |
| Sous-total            | Sous-total              | Sous-total            | 62          | 3           | 9                     | 2                     | -                              | 0                              | 0                              | 71    | 5     |
| Total sur la carrière | Total sur la carrière   | Total sur la carrière | 179         | 7           | 21                    | 3                     | -                              | 5                              | 0                              | 205   | 10    |

## Palmarès

### En club
- Hull City
  - Champion d'Angleterre de D3 en 2021.